# Варис Шах
Варис Шах з.-пандж. وارث شاہ; в.-пандж. ਵਾਰਿਸ ਸ਼ਾਹ; 1722, Пенджаб Империя Великих Моголов — 1798, там же) — пенджабский суфийский поэт. Известный как пенджабский Шекспир

## Биография

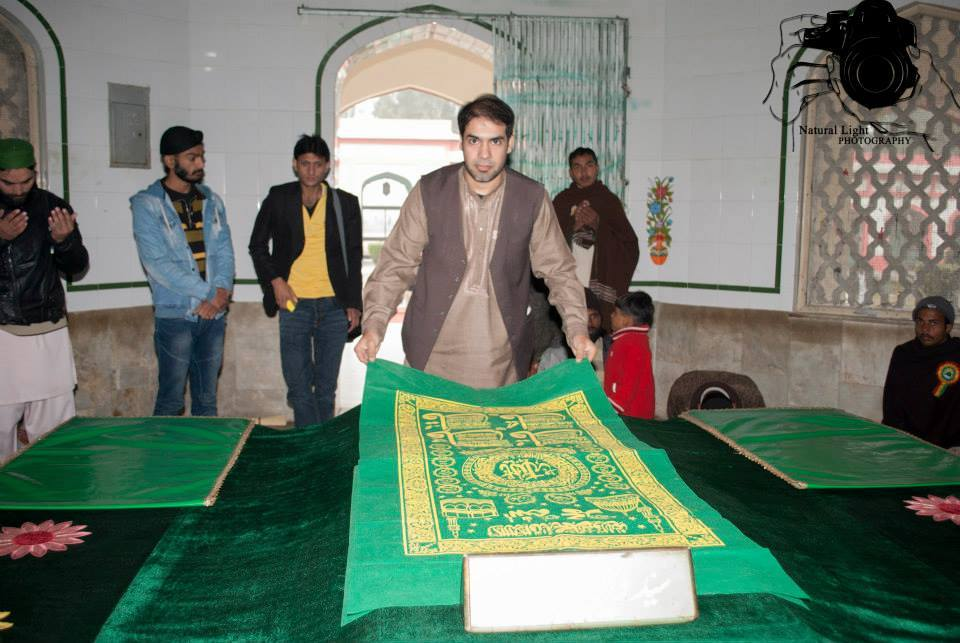
Мавзолей Варис Шаха в Джандила Шер Хане

Родился в г. Джандила Шер Хан, округ Шекхупура в Пенджаб Империя Великих Моголов (ныне Пакистан) в известной семье Сеидов. Рано лишился родителей.
Считал себя учеником суфийского святого и ученого Махдама Галама Мертазы Касура. Принадлежал к тарикату Чиштия.
По окончании своего образования в Касуре, отправился в деревню Молки Ханса, где жил в маленькой худжре (комнате), смежной с исторической мечетью города.
Здесь в 1766 году создал бессмертную трагедию «Хир Ранджа», повествующую о любви Хир и её любимого Ранджи, самую популярную в Пенджабе. Ныне Варис Шах занимает такое же место в пенджабском языке, как Шекспир в английском, Саади в персидском и Калидас на санскрите.
Одна из старейших и наиболее точных копий «Хир Ранджа» была издана в 1916 году.

## Память
Жизни Варис Шаха посвящены несколько кинофильмов: «Waris Shah» (Пакистан, 1964), «Waris Shah: Ishq Daa Waaris» (Индия, 2006)